# 国民政府行政院旧址
国民政府行政院旧址是國民政府行政院在當時首都南京的两处舊址，其中一处位于今南京市玄武区東箭道19號，现作为南京总统府的一部分对外开放；另一处則位于鼓楼区中山北路254号，现使用者为解放军南京政治学院东营区。

## 東箭道行政院旧址

东箭道行政院旧址

行政院在1928年10月25日成立後，到1937年抗戰全面爆发前，設於南京市長江路292號（今東箭道19號）國民政府東花園，首任院长谭延闿。东箭道行政院旧址，包括大门门楼和二幢二层办公楼，现在已经整修一新，按原样陈列，并对外开放 。
抗戰全面爆發後隨國民政府各機關遷至重慶。

## 萨家湾行政院旧址
1946年抗戰勝利后，还都南京，行政院没有回到战前原址，而是迁到中山北路61號（今中山北路254号）原铁道部大楼，与国民政府交通部旧址大楼隔路相对，原址則改作國民政府社會部。
原铁道部大楼由赵琛、范文照设计，1930年5月建成。钢筋混凝土结构，楼高三层，外观设计采用中国传统宫殿式的重檐歇山顶，琉璃瓦屋面。青灰色墙面，斗拱、门楣等处施以彩绘。
1949年3月，時任行政院院長何應欽因行政院所在的薩家灣，距离長江较近，位于解放军大炮射程之內，於是將行政院遷到了勵志社。1949年以后，解放军占用这座建筑。大体保持原样。
1992年，国民政府行政院旧址被列为南京市文物保护单位，2001年7月列为全国重点文物保护单位。
大楼后侧还有花园式别墅，为昔日孙科官邸。